# Цапенко, Михаил Павлович
Михаил Павлович Цапенко (6 ноября 1907, Беляки, Семёновский район — 1977, Москва) — советский украинский искусствовед, доктор архитектуры.

## Биография
Родился 6 ноября 1907 года в селе Беляки (ныне в Семёновском районе в Полтавской области).
В 1935 году окончил Московский архитектурный институт. С 1936 года работал архитектором на Кавказе и в Москве, с 1938 года — сотрудник Академии архитектуры СССР; в 1951—1959 годах в Киеве возглавлял Институт теории и истории архитектуры АН УССР и редактировал журнал «Строительство и архитектура» (1953—1958).
Умер в январе 1977 года в Москве, где и похоронен на Донском кладбище.

## Научная деятельность
Его работы в основном на русском языке: о реалистичных основах советской архитектуры, архитектуре Болгарии, новейшей советской архитектуре, кроме того, «Архитектура Левобережной Украины XVII—XVIII веков» (1967), «Особенности строительной техники XVII—XVIII вв. на Украине» и «Украинская гражданская архитектура XVII—XVIII века»; статьи в журналах и сборниках. Скрупулёзно изучал историю и культуру Полтавской области и Черниговской области. Об этом книга «По равнинам Десны и Сейма», 1967); сотрудник в редакции «Истории украинского искусства» в шести томах, автор книги «Земля Брянская». М.,1972.

### Публикации
- Цапенко М. П. Архитектура Болгарии. — М.: Госстройиздат, 1953. — 280 с. — (Архитектура стран народной демократии). — 8000 экз. (в пер.)
- Цапенко М. П. Будапешт. — М.: Госстройиздат, 1958. — 48, [70] с. — (Архитектура стран народной демократии). — 6000 экз. (в пер., суперобл.)
- Цапенко М. П. София. Тырново. Пловдив. — М.: Искусство, 1972. — 208 с. — (Города и музеи мира). — 50 000 экз. (в пер., суперобл.)
- Цапенко М. П. Архитектура Левобережной Украины XVII-XVIII веков.. — М., 1967. — 50 000 экз.